# Emlyn Hughes
Emlyn Walter Hughes (ur. 28 sierpnia 1947 w Barrow-in-Furness  – zm. 9 listopada 2004) – angielski piłkarz występujący na pozycji obrońcy, kapitan reprezentacji Anglii i wieloletni gracz Liverpoolu. Oficer Orderu Imperium Brytyjskiego (OBE).

## Kariera
Pochodził ze sportowej rodziny. Jego ojciec był rugbystą. Młody Hughes rozpoczął karierę w lokalnym klubie Barrow, z którego trafił do pierwszoligowego Blackpool. Wkrótce dostrzegł go menedżer Liverpoolu, Bill Shankly, który niedługo potem sprowadził Hughesa za sumę 65 tys. funtów. Gdy obaj panowie jechali po sfinalizowaniu transakcji samochodem na Anfield i zatrzymała ich policja, Shankly miał powiedzieć: "Nie wiecie kto jedzie tym autem? To przyszły kapitan reprezentacji Anglii!". Hughes zadebiutował w drużynie 4 marca 1967 w wygranym 2:1 spotkaniu ze Stoke City. Za czasem przejął opaskę kapitańską w Liverpoolu oraz w reprezentacji. Często był chwalony za swoją determinację i nieustępliwość. Dzięki swojej zaciekłości kibice nadali mu przydomek "Crazy Horse". Dla Liverpoolu zagrał w sumie 665 razy i strzelił 48 goli. Do jego największych sukcesów należą dwa Puchary Europy, cztery mistrzostwa kraju i jeden Puchar Anglii. W 1977 został również wybrany przez dziennikarzy najlepszym piłkarzem sezonu. W 1979 odszedł do Wolves, w którym to zadebiutował 22 sierpnia w zwyciężonym 1:0 meczu z Derby County. W 1980 sięgnął z zespołem po Puchar Ligi. W 1981 przeszedł do Rotherham United, gdzie był grającym trenerem, zaś w kolejnych latach bronił barw takich klubów jak Hull City, Mansfield Town oraz Swansea City, w którym w 1984 zakończył karierę.
Debiut w reprezentacji zaliczył 5 listopada 1969 w wygranym 1:0 spotkaniu z Holandią. Jego pierwszym meczem w roli kapitana drużyny był rozegrany 11 maja 1974 pojedynek z Walią, zakończony zwycięstwem Anglii 2:0. W wystąpił w kadrze 62 razy, zdobywając jedną bramkę. W oficjalnym głosowaniu kibiców Liverpoolu na najlepszego piłkarza wszech czasów zajął 10. miejsce. Zmarł z powodu guza mózgu.

## Sukcesy
Liverpool
- Mistrzostwo Anglii - 1973, 1976, 1977, 1979
- Puchar Anglii - 1974
- Puchar Europy - 1977, 1978
- Superpuchar Europy - 1977
- Puchar UEFA - 1973, 1976
- Tarcza Wspólnoty - 1974, 1976, 1977
- Piłkarz Roku Angielskiej Ekstraklasy - 1977
- Dziesiąte miejsce w rankingu kibiców Liverpoolu na najlepszego piłkarza w historii klubu - 2006

## Literatura
- Marcin Napiórkowski - „Słynne kluby piłkarskie” - Biblioteka Gazety Wyborczej